# Sint-Bartholomeüskerk (Berchtesgaden)
De Sint-Bartholomeüskerk is een bedevaartskapel aan de westelijke oever van de Königssee  in het Berchtesgadener Land in Nationaal Park Berchtesgaden. De kerk staat aan de voet van de Watzmann en is, omgeven door het smaragdgroene water van de Königssee, schilderachtig gelegen op het schiereiland Hirschau. Sinds 1978 behoort het schiereiland administratief tot Schönau am Königssee. Het schiereiland is slechts per boot op een gemakkelijke manier te bereiken. Wil men te voet de kerk en het eiland bezoeken, dan zal men daar een lange bergtocht voor over moeten hebben.
Enkele delen van de kerk dateren nog uit de 12e eeuw, maar sinds de 17e eeuw heeft de kerk een barokke vorm. De kerk werd naar de apostel Bartholomeus vernoemd, de patroonheilige van de boeren en herders in de Alpen.
De kapel heeft twee uivormige torens en rode koepeldaken. De plattegrond van de kerk lijkt op de vorm van de dom van Salzburg. De uit Salzburg afkomstige kunstenaar Josef Schmidt verzorgde het stucwerk in de kerk. Het klaverbladkoor (koor met drie apsissen) heeft aan Sint-Bartholomeus, Sint-Catharina en Sint-Jacobus gewijde altaren.

## Geschiedenis
De voorganger van de huidige kerk was volgens een oorkonde een eenvoudige kapel met een spitse toren. De kapel werd op 24 augustus 1134 als Basilica Chunigesee ingewijd en kreeg in 1522 het pauselijke recht om aflaten te verkopen. In de jaren 1697-1698 werd de kapel afgebroken en als koepelbouw herbouwd. De kerk werd voorts in de 18e eeuw door vorstproost Cajetan Anton Notthafft von Weißenstein verbouwd.
De Beierse koning Lodewijk II liet de bouwvallige kapel restaureren. De kapel werd in 25 juli 1868 opnieuw gewijd. 

## De bedevaart
Elk jaar is de kerk op de zaterdag na de feestdag van Bartholomeus (24 augustus) het doel van de traditionele Almer Wallfahrt. Deze bedevaart betreft de oudste bergbedevaart van Europa. Het ontstaan van de traditie gaat waarschijnlijk terug naar 1635. De pelgrims beginnen de lange voettocht in Maria Alm en klimmen over de Ramseider Scharte door het Steinerne Meer om ten slotte af te dalen naar de Sint-Bartholomeuskerk. Het oorspronkelijke doel van de bedevaart was de kerk in het Oostenrijkse grensdorp Dürrnberg, maar nadat op 23 augustus 1688 meer dan 70 pelgrims bij de oversteek van de Königssee verdronken werd de bestemming verlegd naar de Sint-Bartholomeuskerk.

## Overige gebouwen
In het spraakgebruik bedoelt men met 'Sint-Bartholomeus' niet alleen de kapel, maar het gehele complex van gebouwen op het schiereiland. Naast de kapel ligt het voormalige jachtslot, dat in de 14e eeuw vanuit een vissershuis ontstond en later herhaaldelijk werd verbouwd. Tot 1803 diende het gebouw als plaats van oponthoud van de prins-bisschop van Berchtesgaden. Na 1810, toen het gebied van de Berchtesgaden werd toegewezen aan het koninkrijk Beieren, werd het gebouw door leden van het Huis Wittelsbach gebruikt als jachtslot. Tegenwoordig is het een restaurant. Daarnaast is er op het schiereiland nog een souvenirwinkel, een informatiepunt van het Nationaal Park Berchtesgaden, een visrestaurant en enkele andere gebouwen.